# Manny Aybar
Manuel Antonio Aybar (nacido el 4 de mayo de 1972 en Baní) conocido como Manny Aybar es un ex lanzador dominicano que jugó en las Grandes Ligas de Béisbol y en la Organización Coreana de Béisbol.
Aybar comenzó su carrera profesional en 1992 como campocorto de la organización de los Cardenales de San Luis, pero cambió a lanzador en 1993. Hizo su debut en Grandes Ligas el 4 de agosto de 1997 con San Luis en la derrota 4-2 ante los Mets de Nueva York. Desde  entonces, no ha podido establecerse como un jugador de Grandes Ligas, pasando por los equipos Rockies de Colorado, Rojos de Cincinnati, Cachorros de Chicago, Marlins de la Florida, Tampa Bay Devil Rays, Gigantes de San Francisco, Mets de Nueva York y para los Mellizos LG en la organización de béisbol de Corea.